# ディフューザー (自動車)

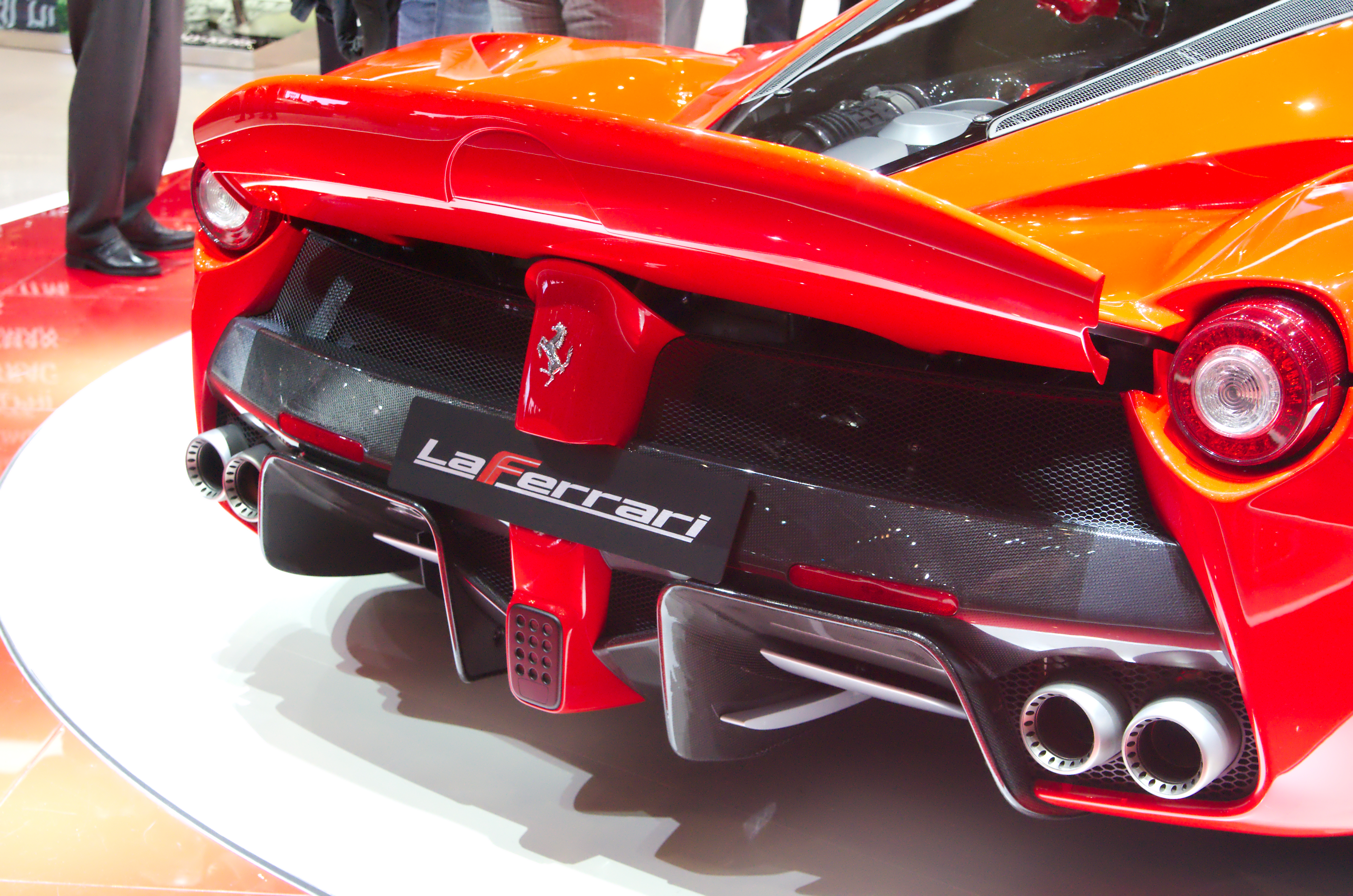
ラ フェラーリのディフューザー

ディフューザー (diffuser) は自動車の後部車体の下に取り付けられる空力部品の一種であり、床下を通過する気流を拡散 (diffuse) し、車両底面を負圧にしてダウンフォースを発生させる。

## 概要

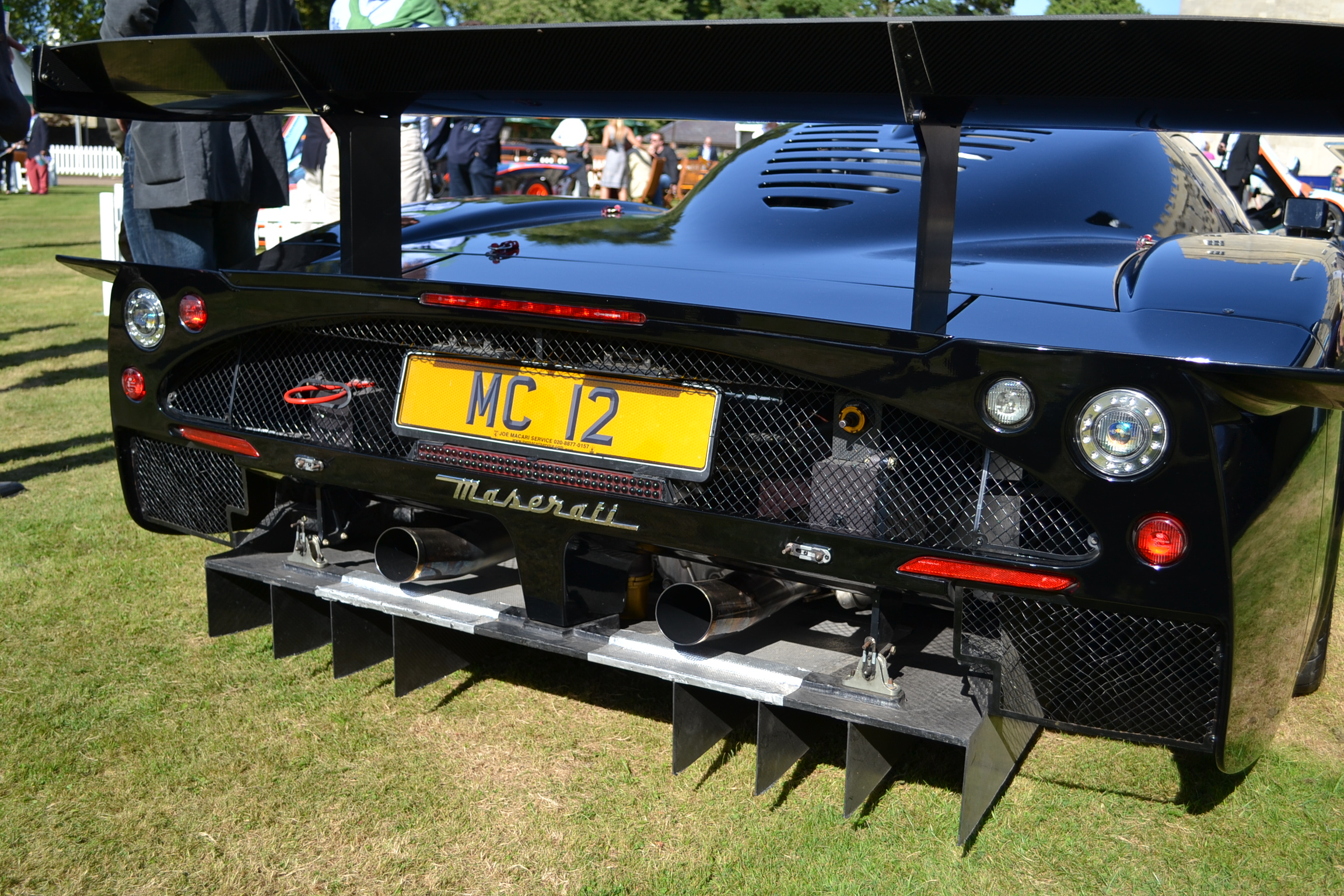
マセラティ・MC12のディフューザー

ディフューザーはアンダーパネルの後部に装備され、車体下面を後方に向けて斜めに跳ね上げた形状をしており、前方から後方へかけて急激に断面積が増えるため車両底面にある空気が後方へ勢い良く吸い出されてベンチュリ効果により加速され、ベルヌーイの定理によりアンダーパネルに負圧域が生成される。これが地面効果として車両を地面に吸い寄せる力（ダウンフォース）となり、グリップ力が高まりコーナリング性能やトラクション性能が向上する。東海大学工学部動力機械工学科が日産・マキシマのミニチュアモデルを用いて行った風洞実験によれば、アンダーパネル装着時のダウンフォース発生量は10 gだが、ディフューザーを追加すると620 gにまで増加したという。
一般的な乗用車の場合、車体下面には様々な部品が露出していて気流の通過の妨げとなっていて、ディフューザーを付けても速い気流が流れず効果はあまり大きくないため、十分にダウンフォースを発生させるためには底面全体をフラットなカバーで覆う必要がある。レーシングカーや高性能スポーツカーは最初から車体下面を平滑なアンダーパネルで覆い、床下の気流を高速かつ低圧な状態に保つように設計されている。
ディフューザーは単体で取り付けるだけでは能力を完全には発揮することは出来ず、アンダーパネルと滑らかに接続され車体底面の気流を速くすることにより初めて大きな効果が得られ、特にディフューザーの跳ね上げ角度が始まる直前のアンダーパネルに最大の負圧域が発生するため(通常はリアの車軸付近)、この部分にアンダーパネルを取り付けることは大変重要である。
ディフューザーはウイングやスポイラーなどのエアロパーツと異なり、ダウンフォース獲得のため空気抵抗を増やさないで済む(場合によっては大幅に減らすことができる)という優れた特徴がある。ディフューザー内部には、気流の乱れを抑制するストレークと呼ばれる垂直板が何枚か取り付けられる場合が多く、ここに発生する縦渦で更にダウンフォースが強くなる場合もある。
ディフューザーのダウンフォース量は車高によって大幅に変わり、車高を低くセッティングすると急激にダウンフォース量が増大する特徴があり、レースカーのように車高が低い車の方が強いダウンフォースが得られる。車高を低くすることが出来ない場合は、サイドスカートを装着して路面との隙間を出来るだけ狭くして気密性を上げ、低圧が発生している車両底面にサイドから空気が流入するのを防ぐ方法も有効である。

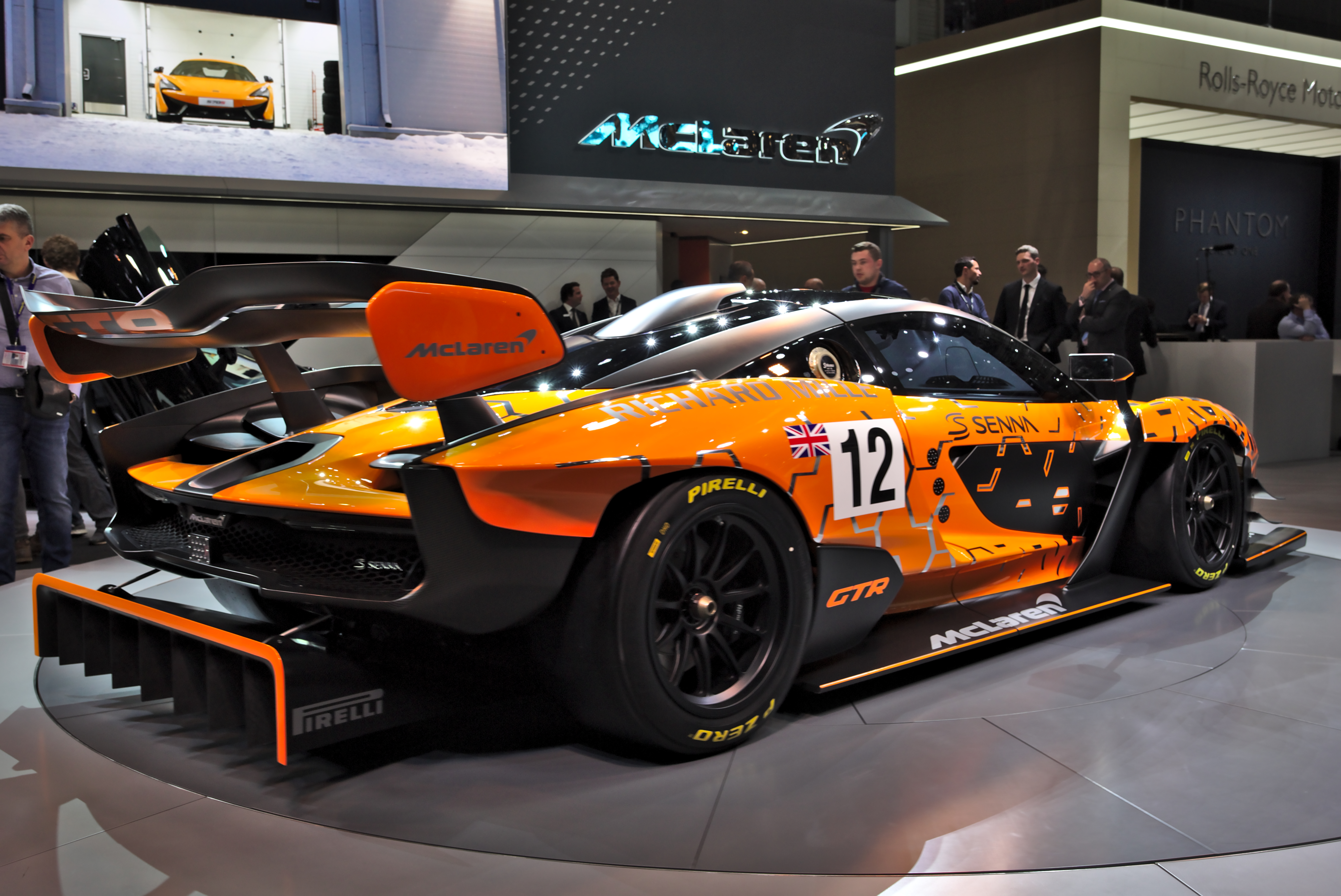
マクラーレン・セナGTRは、フォーミュラーカーのようにディフューザー上面にも気流を流す構造になっている。

ちなみにリアウイングが車体の比較的低い部分に付けられている場合は、ウイングから発生する負圧によってディフューザーの気流を吸い出す効果を高める場合がある。また、フォーミュラーカーのようにディフューザーのパネル上面にも速い気流を流すと、下面の気流を吸い出す効果がさらに高まりダウンフォースが強くなるが、公道用の車ではボディ形状の問題でディフューザー上面に気流を流す例はほとんど無い。排気の位置をディフューザーの上に配置することにより同様の効果を狙っている場合もある。

## フロント・ディフューザー

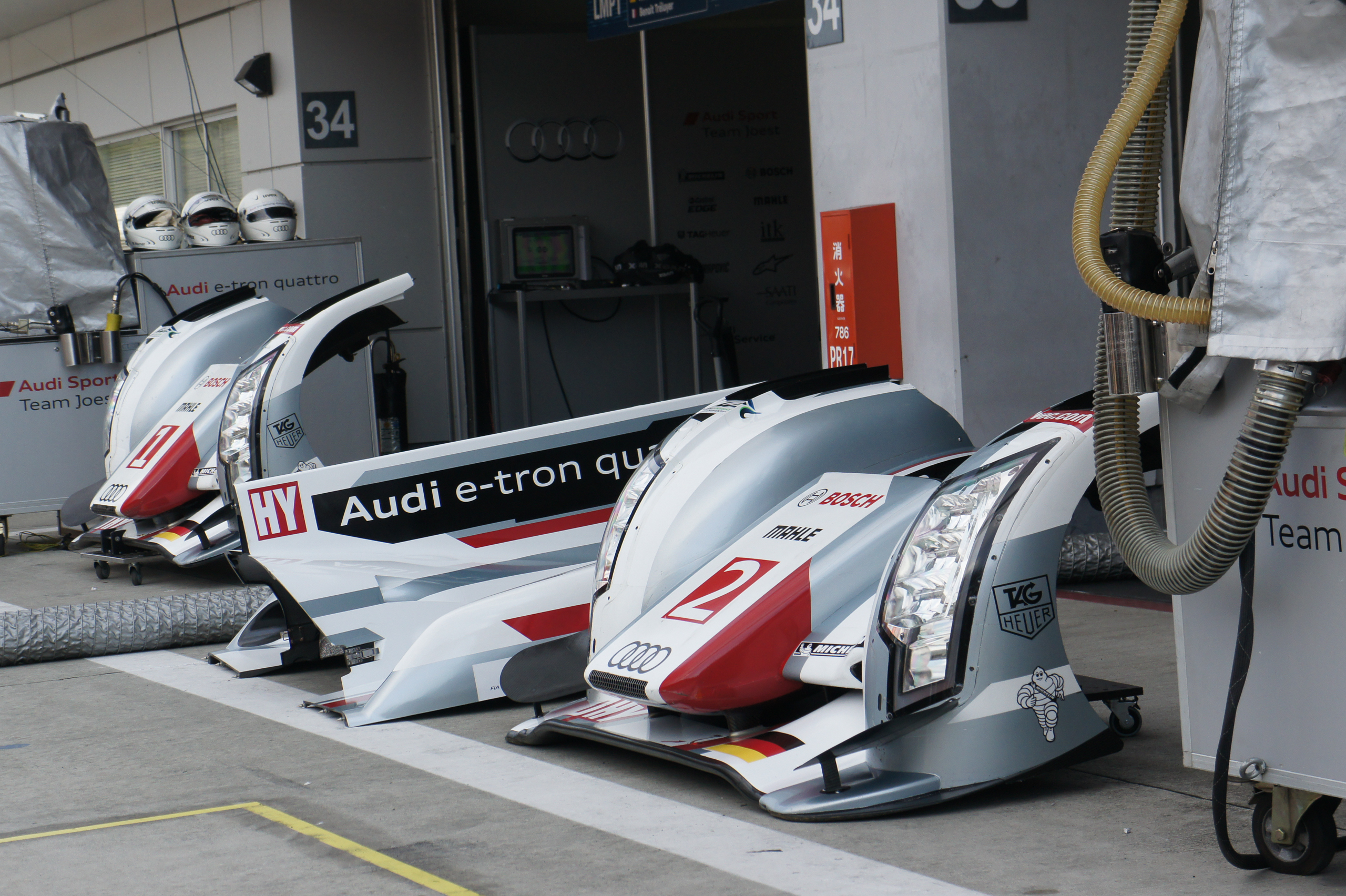
アウディ・R18のフロント・ディフューザー。底面は見ることが出来ないが、フロントタイヤ前は後ろに向かって跳ね上げられディフューザーとして機能させている。

ディフューザーは多くの場合、リア・ディフューザーとして車両後端に取り付けられるが、レース車両やスポーツカーの一部にはフロントバンパーからフロントタイヤ付近にかけてディフューザーが取り付けられている車もあり、これをフロント・ディフューザーと呼んでいる。これらもベルヌーイの定理でフロントバンパー下に負圧を発生させ、ダウンフォースを得るための仕組みである。
古くはポルシェ・956のポルシェハンプもフロント・ディフューザーの一種である。ル・マン・プロトタイプ (LMP)カーは、近年フロント・ディフューザーが上面にも気流を導入するフロント・ウイングのような形状に進化してきている。

## 工夫と規制

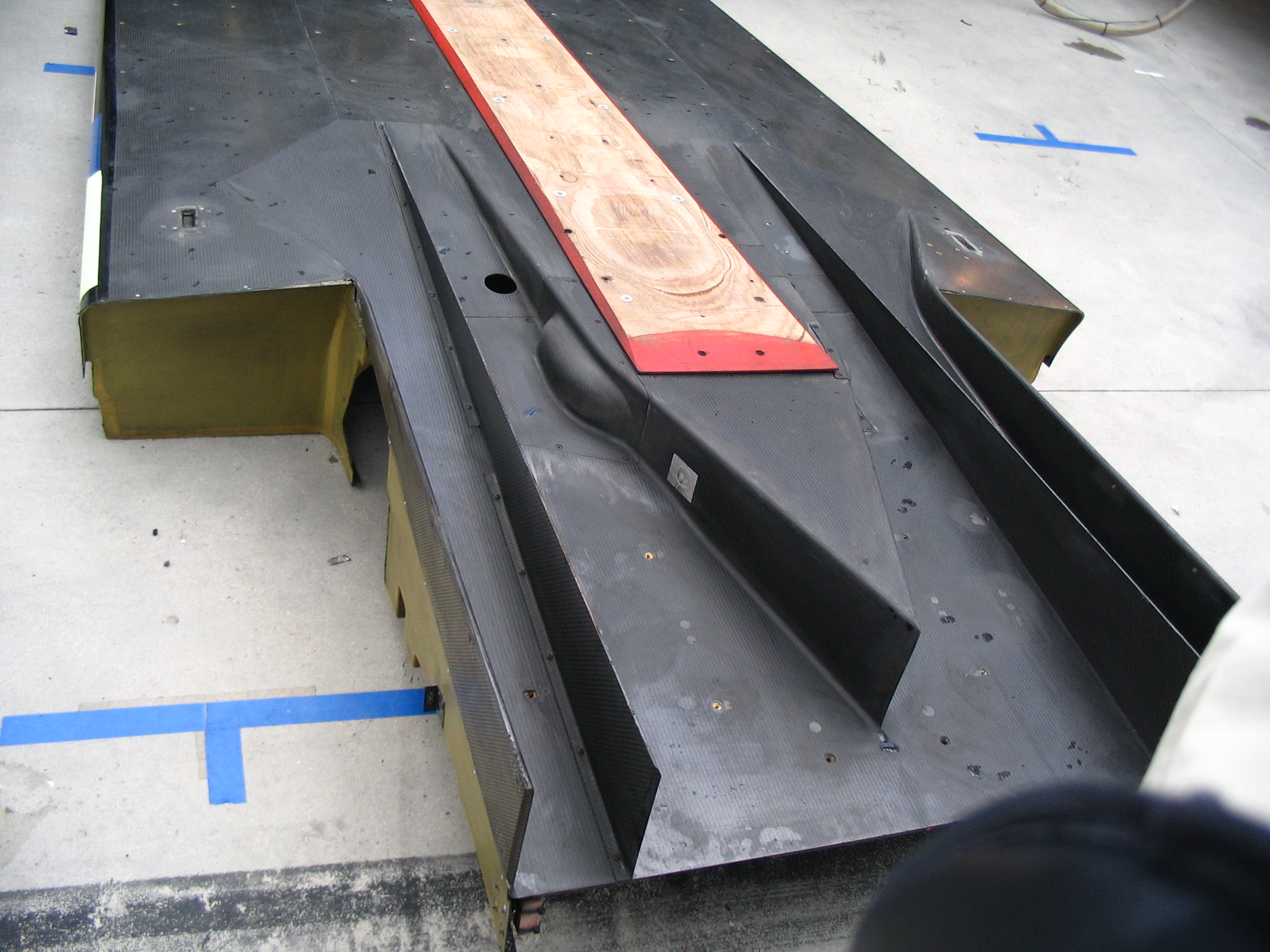
裏面から見たアンダーパネル、スキッドブロック、ディフューザー（2007年ル・マン24時間レース）。

レーシングカーの空力設計においては、抗力（ドラッグ）の発生を抑えつつ、いかにダウンフォースを稼ぐかというテーマが追求されている。F1マシンの場合、フロントウィング、リアウィング、フロア（ディフューザー）でそれぞれ1/3ずつダウンフォースを発生しているが、フロアは抗力の発生量が少なく最も効率が良いため、開発上の重点項目とされている。
ディフューザーは容積が大きいほど気流を多く速く流すことができるが、急角度で跳ね上げると表面から気流が剥離し効果が減少してしまう。最適な拡散角度は約9.5°と言われ、なだらかに高い位置まで傾斜することが望ましい。
路面との間隔が狭いほどベンチュリ効果が高まるため、レーシングカーの車高は一般車よりも低く設定されている。また、車高を一定に保つため、サスペンションのストローク量を減らし、硬いスプリングで車体の上下動（ピッチング）を抑え込んでいる。
レースカテゴリによっては、車高を上げさせるため、アンダーパネルの中央に木板（スキッドブロック、現在ではプランクとも呼ばれる）の装着を義務付けるステップドボトム規定が導入されている。スキッドブロックが路面を擦って規定値よりも薄くなると、レース後の車検で失格となる。2007年のフォーミュラ・ニッポン最終戦では、小暮卓史がスキッドブロックの厚さ違反でレース後に失格となり、獲得したはずのシリーズチャンピオンを逸した。また、レーシングカーではコーナリングスピードを抑制するため、レギュレーションにより縦横の幅や高さが規制されている。
フォーミュラカーは露出したタイヤ周辺の渦を避けてディフューザーの効果を高めている。リアエンドを絞り込んだデザインにして後輪との間に空間を作り、ディフューザー上面を通過させ、ディフューザー内部からの排出を増強し、床下のダウンフォース発生量を増す効果である。このリアエンドの絞り込みは、コカ・コーラの瓶に例えて「コークボトル」と呼ばれた。コークボトル部分に気流を誘導するため、サイドポンツーンは年々縮小されサイドポッドと呼ばれるようになった。ラジエターや排気集合管、ギアボックス、リアサスペンションなどの内蔵部品も空力的要請によりコンパクトにデザインされる。

## F1のディフューザー

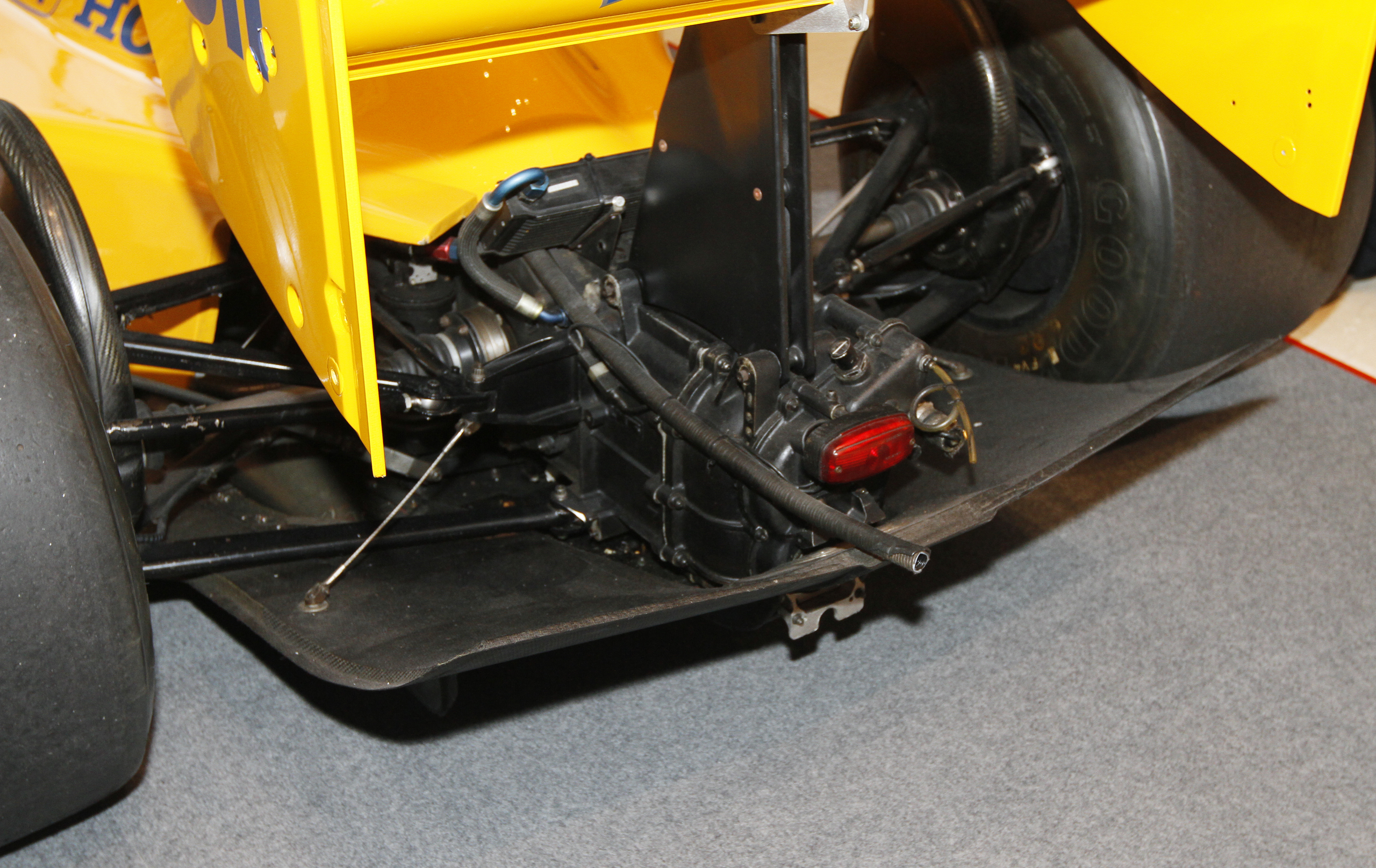
ロータス・99T（1987年）のディフューザー。

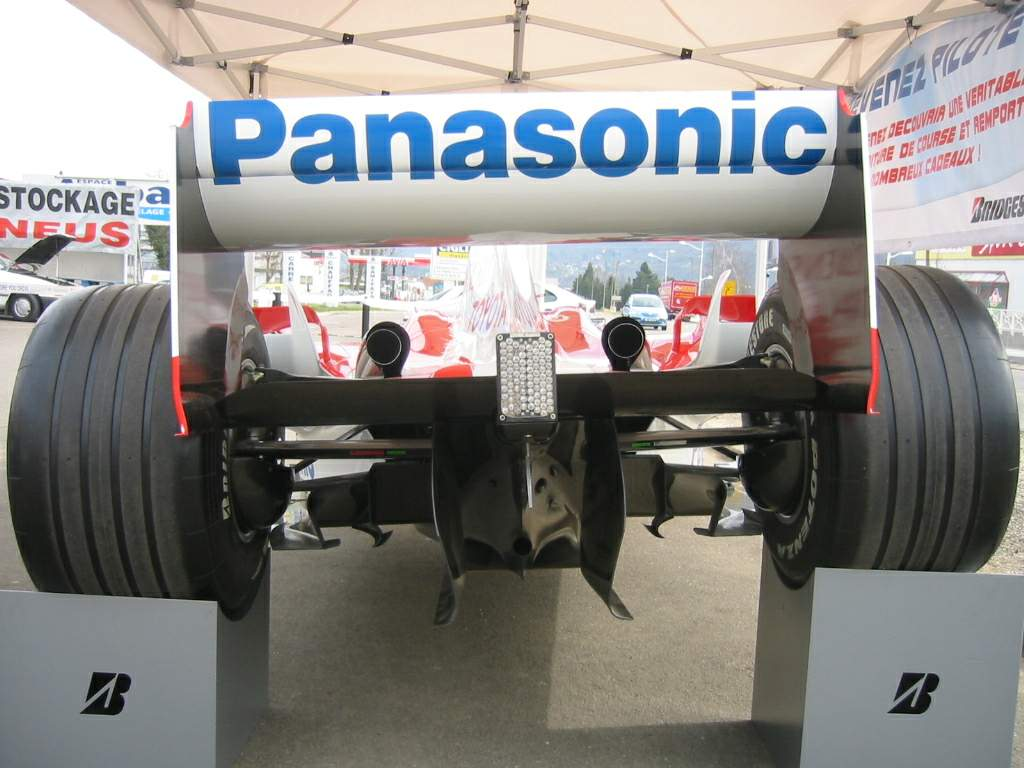
トヨタ・TF104（2004年）のディフューザー。

F1においては、1983年に「前輪後端より後輪前端までの部分の車体下面は平面でなければならない」とするフラットボトム規定が施行され、グラウンド・エフェクト・カーの使用が禁止された。失われたダウンフォースを取り戻すため、規定範囲より後方のリアエンドにディフューザーを装備するアイデアが登場し、1980年代後半には定番化した。
1994年シーズン途中、死亡・負傷事故の続発を受けてダウンフォースの削減策がとられ、車体中央300 mmより外側の部分のディフューザーは、後輪前端から後輪中心線までの長さに制限された。さらに、1995年より車体下面の中央部 (300 - 500 mm) より左右の部分に50 mmの段差を設けるステップドボトム規定が導入された。以後、中央部の大型ディフューザー＋左右段差面の小型ディフューザーという構造が2008年まで採用された。
国際自動車連盟はオーバーテイクシーン創出のため、2008年にオーバーテイク・ワーキング・グループ (OWG) を設立。ダウンフォース50%削減を狙い、2009年に空力要素のレギュレーション変更を行った。ディフューザーの開始点は後輪中心線に後退し、一体型のシンプルな構造に制限されたが、後述の複層化（マルチディフューザー）や排気吹き付け（ブロウンディフューザー）の開発によりダウンフォースの回復が図られた。

### 各種ディフューザー

#### バットマン・ディフューザー
初期のディフューザーは一枚板のシンプルな形状だったが、エイドリアン・ニューウェイの処女作マーチ・881（1988年）は内部をトンネル状に区切って排出効果を高めようとした。マクラーレン・MP4/5B（1990年）は5つのトンネルをもつ大型ディフューザーを装備し、後方から見ると『バットマン』のシンボルマークのように見えることから、通称「バットマン・ディフューザー」と呼ばれた。ジョーダン・191（1991年）も同様の2つのトンネル状のディフューザーを採用した。

#### ダブルフロア
ジャン＝クロード・ミジョーが手がけたフェラーリ・F92A（1992年）は、ディフューザー上面へより多くの気流を送り込むため、サイドポンツーンとアンダーパネルを分離し、その間を気流が通過する「ダブルフロア」を採用した。補機類の搭載位置が上がるため重心が高くなるデメリットがあり、成功例とはならなかったが、2011年にトロ・ロッソ STR6が同様のアイデアを復活させた。

#### マルチディフューザー

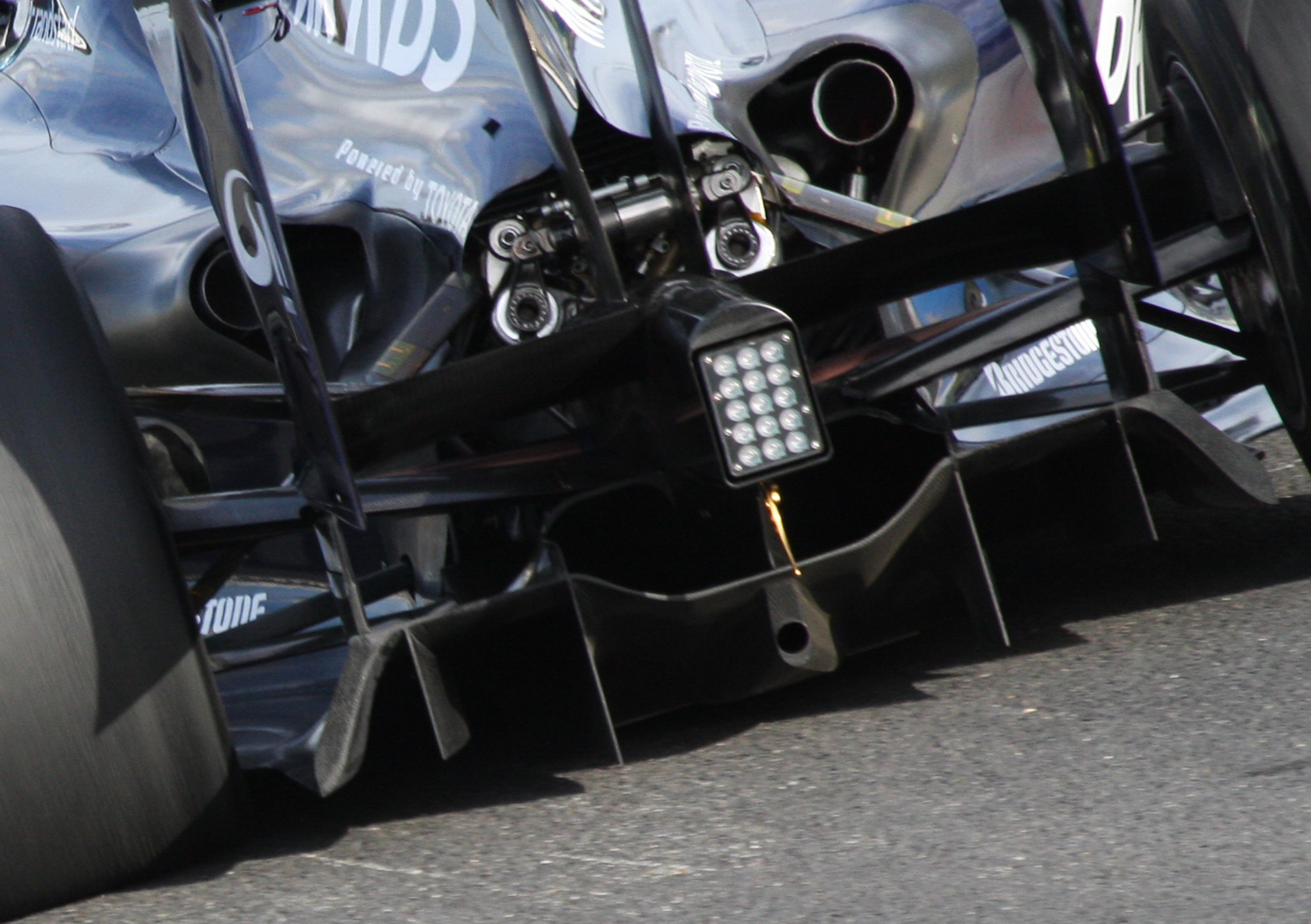
ウィリアムズ・FW31（2009年）のマルチディフューザー。

2009年に導入された技術規定において、ディフューザーの許容寸法は「後車軸中心線より後方に長さ350 mm×幅1000 mm×高さ175 mm」とみなされる（第3条5項1・第3条12項7）。しかし、第3条12項7の「下方から見える」という条件を外せば、175 mm以上の高さでも利用可能と解釈することもできる（第3条5項2）。
7チームのマシンは規定値通りのディフューザーを装着したが、ウィリアムズ・FW31、トヨタ・TF109、ブラウン・BGP001は、高さ175mmのディフューザーの上段（下方から見えない部分）に第2・第3のエアトンネルを設置。ステップドボトムの垂直段差面に通風孔を開け（第3条12項5）、そこから気流を引き抜いてディフューザーの効率を高める方式とした。これらの複層型は「マルチディフューザー（もしくはダブルディフューザー）」と呼ばれた。
開幕戦オーストラリアGPでは、ブラウンGPが1・2位、トヨタが3・4位と上位を独占したことで、規定違反ではないかとの論争が沸騰した。ブラウンGP代表のロス・ブラウンは、前年の時点で新規定の抜け道を指摘し修正を提案したが、オーバーテイク・ワーキンググループ (OWG) により拒否されたと主張。トヨタも新規定を詳細に検討し、開発段階からFIAに相談してきたと主張した。フェラーリ、ルノー、レッドブルの3チームはFIA国際控訴法廷 (ICA) に提訴したが、4月14日に合法との裁定が下されたため、抗議派のチームも追随せざるを得なくなった。
以後、ダウンフォース回復の秘策として熾烈な開発競争が繰り広げられたが、ドライバーやチーム関係者からは新規定を導入した意義が損なわれるという意見も出された。
2010年には上段トンネルの経路を確保するためギアボックスを底上げしたり、エンジンを前傾して搭載する設計まで見られたが、2011年の規定改正により、マルチディフューザーはFダクトとともに使用が禁止された。
- 3.5 Width behind the rear wheel centre line
  - 3.5.1 The width of bodywork behind the rear wheel centre line and less than 200mm above the reference plane must not exceed 1000mm.
  - 3.5.2 The width of bodywork behind the rear wheel centre line and more than 200mm above the reference plane must not exceed 750mm.
- 3.12 Bodywork facing the ground
  - 3.12.5 Fully enclosed holes are permitted in the surfaces lying on the reference and step planes provided no part of the car is visible through them when viewed from directly below. 
  - 3.12.7 No bodywork which is visible from beneath the car and which lies between the rear wheel centre line and a point 350mm rearward of it may be more than 175mm above the reference plane.

（和訳）
- 3.5    リアホイール中心線より後方の幅　
  - 3.5.1    リアホイール中心線から後方にあり、基準面から200 mm高さ未満の車体の幅は1000 mmを超えてはならない。
  - 3.5.2    リアホイール中心線から後方にあり、基準面から200 mm高さ以上の車体の幅は750 mmを超えてはならない。
- 3.12    地面に面した車体
  - 3.12.5    基準面と段差面を構成する表面に完全に閉鎖された穴を設けることが認められるが、真下から見てそれらの穴を通して車両のいかなる部分も見えないことを条件とする。
  - 3.12.7    車両の下方から見える車体で、リアホイール中心線とそれより350 mm後方に位置するいっさいの部品は基準面より175 mmを超えて上方にあってはならない。

#### ブロウンディフューザー

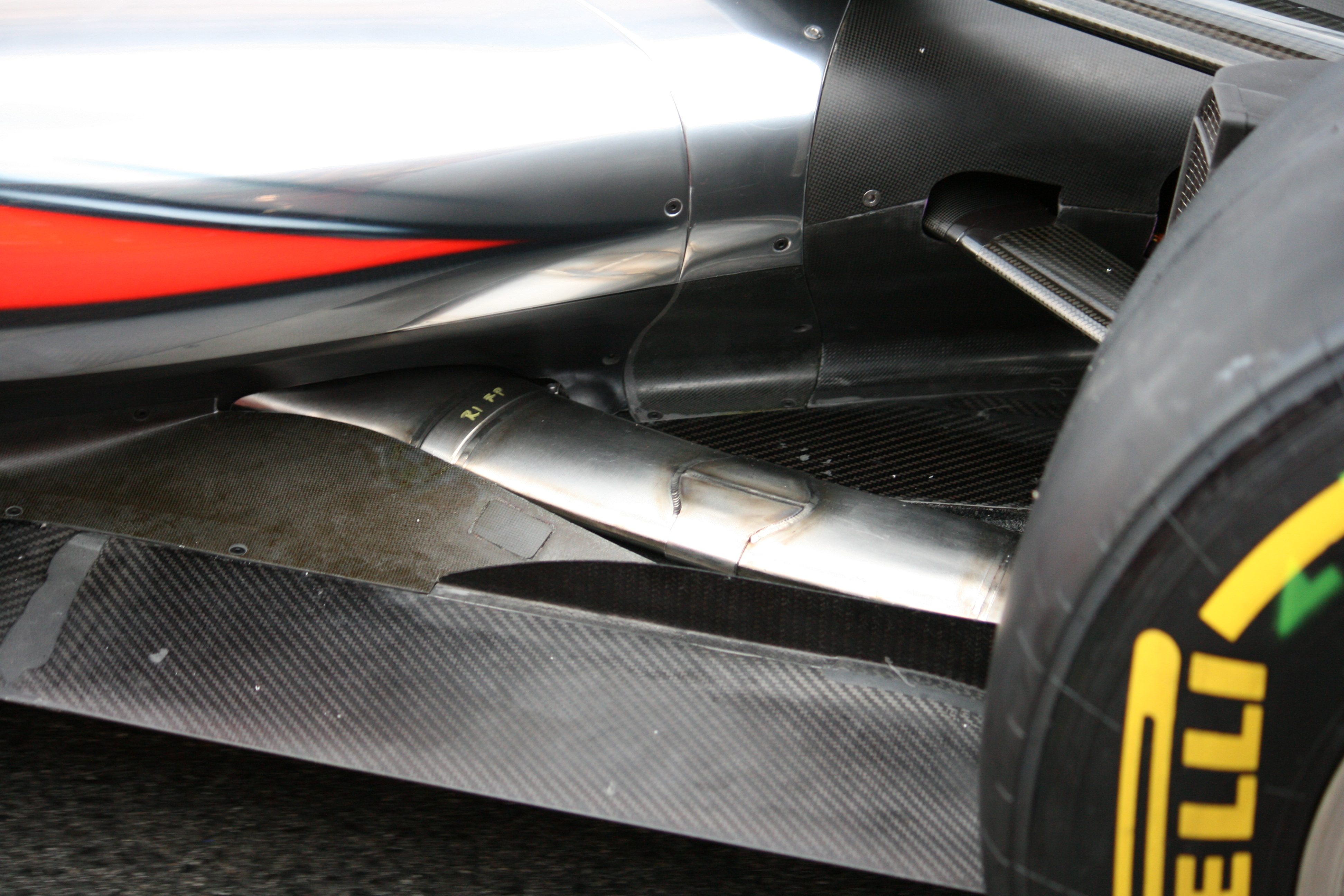
マクラーレン・MP4-26（2011年）のブロウンディフューザー。偏平な排気管をリアタイヤ内側まで延長している。

エンジンから排出された排気ガスは高温・高速の状態にあるため、ディフューザー周辺に吹き付ける「エグゾースト・ブローイング」を行うと、ディフューザーの排出効果を高めることができる。
この「ブロウンデュフューザー (Blown Diffuser) 」はルノー・RE40（1983年）で採用され、1990年代まで多く見られた。当時はディフューザー内に直接排気ガスを放出していたが、アクセル操作に応じてダウンフォース量が増減し、マシンの挙動が不安定になるという課題があった。2000年代には上方排気方式の流行により一旦姿を消したが、レッドブル・RB6（2010年）が採用して再び脚光を浴びた。
レッドブルの新方式はリアサスペンションのロアアーム手前に排気口を設け、ディフューザー上面に排気ガスを吹き付ける。さらにレッドブル・RB7（2011年）の仕様では排気管を延長し、リアタイヤの内側付近を狙って吹き付け、リアタイヤの後方乱流を吹き流す役割を持たせた。逆に、ルノー・R31 (2011年)はサイドポンツーン前端下部に排気口を設け、床下に吹き付ける独自の「前方排気」方式を採用した。
排気の量に関しては、エンジンの電子制御プログラムを調節して、アクセルを緩めた状態でも大量の排気を供給し続けるオフスロットル・ブローイングを行っている。これを活用すると、ハードブレーキングによって荷重が前掛かりになっても、リアタイヤのスタビリティ（安定性）を保持することができる。2011年のレースでは、マシンがコーナーにアプローチする際、炸裂音の様なエグゾーストノートを響かせているのを聴くことができる。
排気の質にも2種類あり、空気のみを排出するときは「コールドブローイング」、燃料を混合して高温・高速流のガスを供給するときは「ホットブローイング」と呼ばれる。ホットブローイングはエンジンのシリンダー内に燃料を噴射するが、プラグの点火タイミングを意図的にずらすことで、不要なトルクの発生を回避する。ホットブローイングの方がより効果的だが、燃費（燃料搭載量）に支障があるため、予選と決勝ではエンジンマッピングを変更して使い分ける。
このシステムの影響力は、予選において1周あたり0.5秒から1秒にも達するといわれる。しかし、エンジンの制御を精密に行えなければ、逆にマシンバランスを崩す結果となり、チーム・エンジンメーカーによって開発力の差が生じた。
FIAはドライバーのアクセル操作が空力的特性の変更手段となることを禁じる規定（第3条15項）に抵触するとの懸念を示し、ヨーロッパGPより予選と決勝のエンジンマッピングの変更を禁止した。次戦イギリスGPではオフスロットル時の排気を12,000rpmでは全開時の10%、18,000rpmでは20%に制限し、空力的作用を禁止した。しかし、ルノーとメルセデスエンジンへの特例措置を巡ってレース前に紛糾し、公平を期すためドイツGPよりヨーロッパGP時点の規制に戻し、シーズン中はオフスロットル・ブローイングの使用を認めることになった。
2012年からは排気口の位置・角度・形状・エンジンマッピングが厳密に管理された結果、エキゾーストブローイングは不可能になったと思われたが、排気口からボディ後方に溝を設けてその排気がディフューザーへ向かうようにするコアンダエキゾーストが登場した。しかし、2014年には排気口はディフューザーの効果に影響しない規定された後方の1か所集約となり、今度こそ不可能となった。
当時は排気をディフューザーに吹き付けるという手法以外、明確な内容は公開されていなかった。しかし、現在はその詳細が徐々に明らかにされてきている。その一つに、ウイングカーでいう「サイドスカート」をディフューザーの左右に排気を使って作り出し、ディフューザーの負圧を排気の壁で仕切ることによってその性能を大幅に引き上げていたという手法である。